# Église Saint-Pierre-Saint-Paul de Saulx-Marchais
Pour les articles homonymes, voir Église Saint-Pierre-et-Saint-Paul.
L'église Saint-Pierre-Saint-Paul est une église catholique située à Saulx-Marchais, en France.

## Description
Le retable est orné d'un tableau représentant les vertus théologales.

## Historique
L'église est inscrite au titre des monuments historiques par arrêté du 26 avril 1999.